# Dozier
Dozier és una població dels Estats Units a l'estat d'Alabama. Segons el cens del 2000 tenia 391 habitants.

## Demografia
Segons el cens del 2000, Dozier tenia 391 habitants, 167 habitatges, i 106 famílies. La densitat de població era de 51 habitants/km².
Dels 167 habitatges en un 34,1% hi vivien nens de menys de 18 anys, en un 26,3% hi vivien parelles casades, en un 31,7% dones solteres, i en un 36,5% no eren unitats familiars. En el 33,5% dels habitatges hi vivien persones soles el 16,2% de les quals corresponia a persones de 65 anys o més que vivien soles. El nombre mitjà de persones vivint en cada habitatge era de 2,34 i el nombre mitjà de persones que vivien en cada família era de 2,92.
Per edats la població es repartia de la següent manera: un 31,2% tenia menys de 18 anys, un 6,4% entre 18 i 24, un 27,4% entre 25 i 44, un 18,9% de 45 a 60 i un 16,1% 65 anys o més.
L'edat mediana era de 34 anys. Per cada 100 dones hi havia 76,1 homes. Per cada 100 dones de 18 o més anys hi havia 63 homes.
La renda mediana per habitatge era de 13.750 $ i la renda mediana per família de 16.667 $. Els homes tenien una renda mediana de 23.438 $ mentre que les dones 18.750 $. La renda per capita de la població era de 8.964 $. Aproximadament el 42,6% de les famílies i el 49,9% de la població estaven per davall del llindar de pobresa.

## Poblacions més properes
El següent diagrama mostra les poblacions més properes.